# Susanna Wallumrød

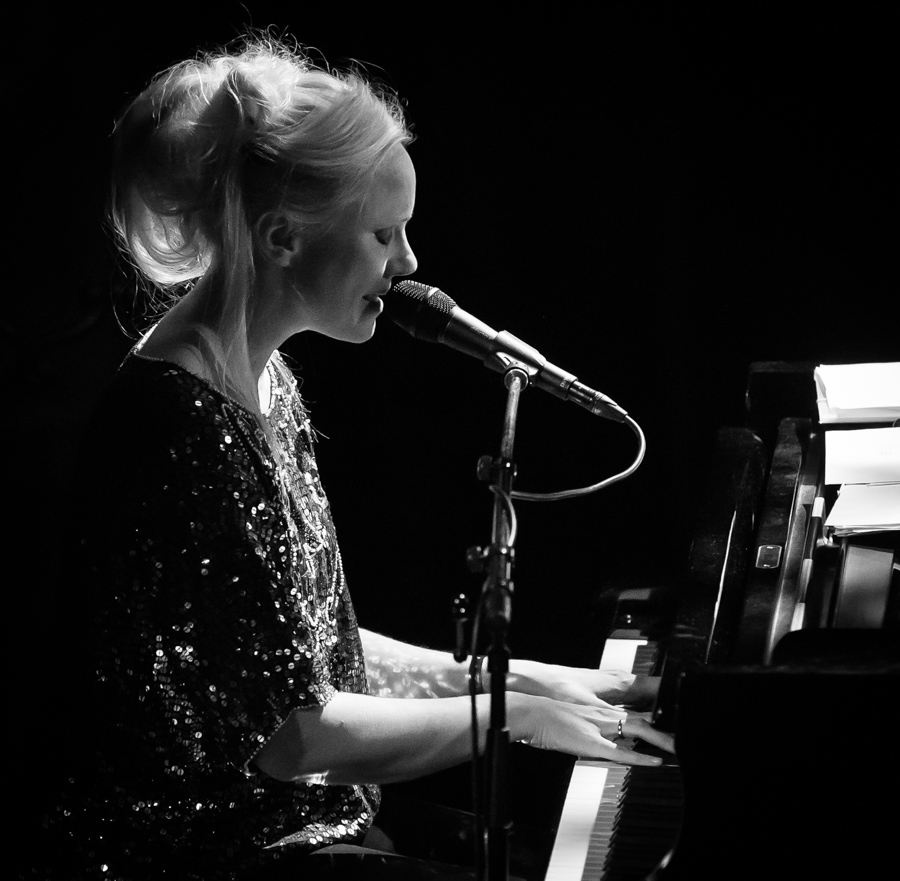
Susanna Wallumrød (2016)

Susanna Karolina Wallumrød (* 23. Juni 1979 in Kongsberg) ist eine norwegische Sängerin, Pianistin und Songwriterin, die Jazz, Popmusik und Electronica verschneidet und zunächst fast nur unter dem Namen Susanna auftrat.

## Leben und Wirken
Wallumrød stammt aus einer musikalischen Familie; sie ist die Schwester des Pianisten Christian Wallumrød und des Schlagzeugers Fredrik Wallumrød sowie Cousine des Pianisten David Wallumrød. Mit dem Duo Susanna and the Magical Orchestra, in dem sie mit dem Keyboardspieler Morten Qvenild zusammenarbeitet, wobei „introvertierte Pop-Kunst“ entsteht, trat sie seit 2000 auf. Ab 2004 veröffentlichte
sie mehrere Alben und tourte europaweit.
Ab 2007 entstanden daneben Soloalben in englischer Sprache. 2011 legte sie mit Jeg vil hjem til menneskene erstmals ein Album auf Norwegisch vor, auf dem sie Gedichte von Gunvor Hofmo als Songs interpretierte. Bereits auf ihrem Soloalbum Sonata Mix Dwarf Cosmos (2008) war die Schweizer Harfenistin Giovanna Pessi zu hören; 2012 folgte das gemeinsame Album If Grief Could Wait, auf dem neben eigenen Songs auch Lieder von Henry Purcell, Leonard Cohen und Nick Drake interpretiert werden. Für das Album The Forester hat sich Wallumrød mit den zeitgenössischen Komponisten Julian Skar und Jan Martin Smørdal und dem norwegischen Neue-Musik-Klangkörper Ensemble NeON zusammengetan.
Mit der Sängerin Jenny Hval kam es 2009 zu einer Kollaboration für das Festival Ladyfest, bei der ein 15-teiliger surrealistischer Liedzyklus entstand. Auf dem Oslo Jazzfestival 2012 und 2016 kam es zur Zusammenarbeit mit Tord Gustavsen. Wallumrød ist mit dem Musiker und Produzenten Helge Sten verheiratet.

## Preise und Auszeichnungen
Wallumrød erhielt 2012 den Gammleng-Preis und im Folgejahr den Spellemannprisen. 2015 wurde sie mit dem Radka Toneff Minnepris ausgezeichnet. 2016 wurde ihr der Kongsberg Jazz Award verliehen.

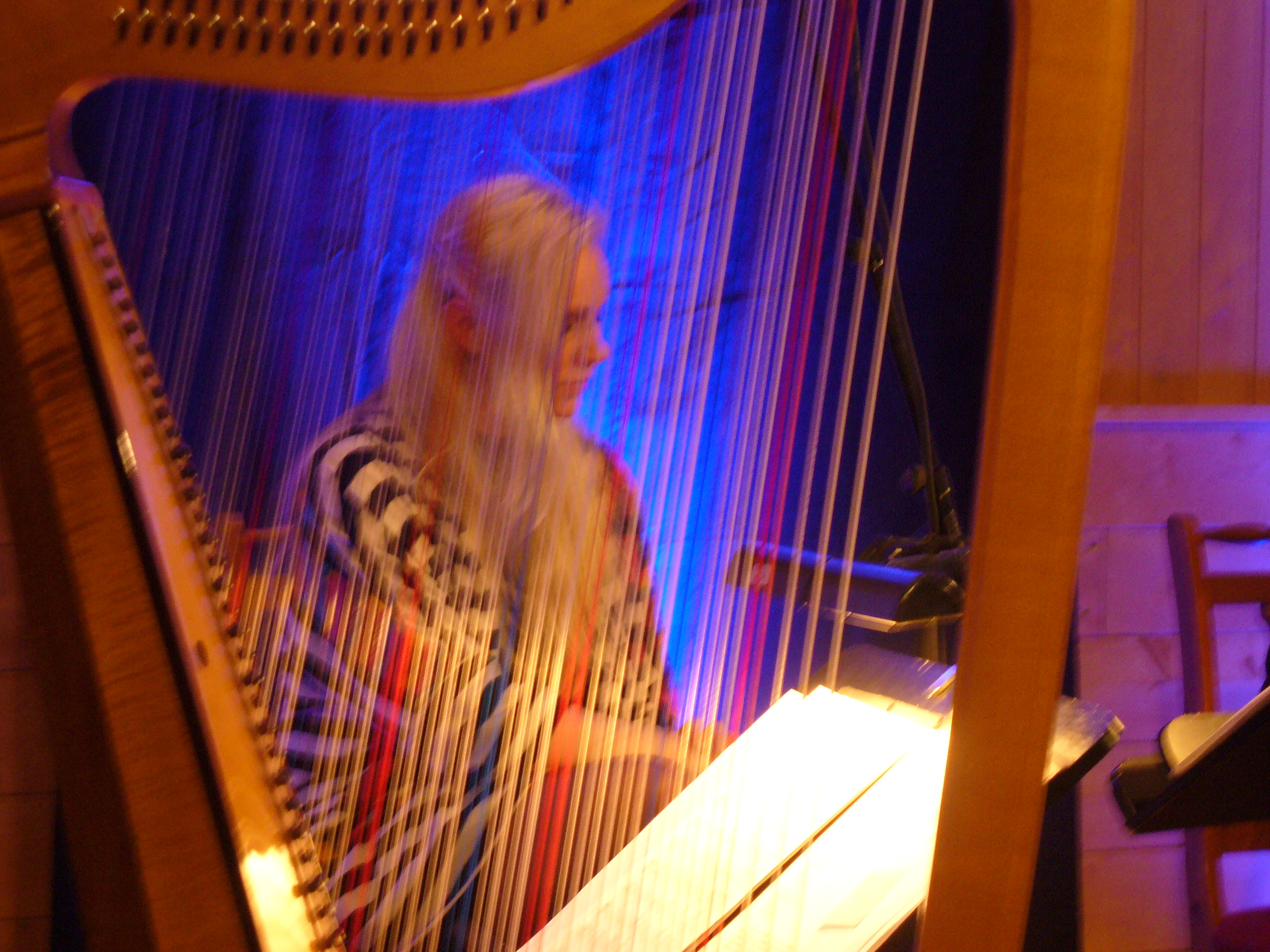
Susanna Wallumrød (durch die Harfe von Giovanna Pessi, Vossajazz 2014)

## Diskographie
- Jeg vil hjem til menneskene (Grappa 2011)
- Giovanna Pessi / Susanna Wallumrod: If Grief Could Wait (ECM 2012)[7]
- Jenny Hval & Susanna Meshes of Voice (SusannaSonata 2014)

als Susanna & the Magical Orchestra
- List of Lights and Buoys (Rune Grammofon, 2004)
- Melody Mountain (Rune Grammofon, 2006)
- 3 (Rune Grammofon, 2009, mit u. a. Erland Dahlen, Fredrik Wallumrød, Mariam Wallentin)

als Susanna
- Sonata Mix Dwarf Cosmos (Rune Grammofon 2007)[8]
- Flower of Evil (Rune Grammofon 2008)
- Wild Dog (Rune Grammofon 2012)[9]
- The Forester (SusannaSonata 2013)[10]
- Triangle (SusannaSonata 2016)